# 欧比亚克
欧比亚克（法語：Aubiac，法語發音：[objak]）是法国洛特-加龙省的一个市镇，位于该省南部，属于阿让区和阿让城市圈公共社区。

## 地理
欧比亚克（44°8'29"N, 0°33'39"E）面积13.86 平方千米，位于法国新阿基坦大区洛特-加龍省，该省份为法国西南部内陆省份，北起多爾多涅省，西接吉倫特省和朗德省，南至热尔省，东临塔恩-加龙省和洛特省。
与欧比亚克接壤的市镇（或旧市镇、城区）包括：埃斯蒂亚克、拉普吕姆、穆瓦拉、罗克福尔。
欧比亚克的时区为UTC+01:00、UTC+02:00（夏令时）。

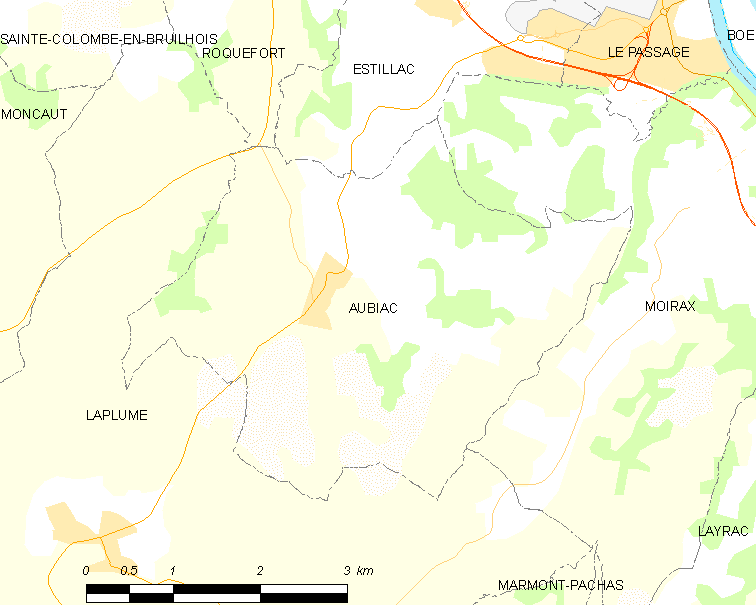
欧比亚克的OSM定位图

## 行政
欧比亚克的邮政编码为47310，INSEE市镇编码为47016。

## 政治
欧比亚克所属的省级选区为阿让西部县。

## 交通
洛特-加龙省省道D931线经过欧比亚克境内。

## 人口

1962-2008年间欧比亚克人口变化图示

欧比亚克于2022年1月1日时的人口数量为1177人。